# Малави на Светском првенству у атлетици на отвореном 2023.
Малави су учествовали на 19. Светском првенству у атлетици на отвореном 2023. одржаном у Будимпешти од 19. до 27. августа шеснаести пут. Репрезентацију Малавиа представљао је један такмичар који се такмичио у трци на 800 метара.,
На овом првенству такмичар Малавије није освојио ниједну медаљу али је оборио лични рекорд.

## Учесници
Мушкарци : 
- Алан Нгици Чирва — 800 м

## Резултати

### Мушкарци
| Атлетичар        | Дисциплина | Лични рекорд | Квалификације | Квалификације | Полуфинале           | Полуфинале           | Финале               | Финале       | Детаљи |
| Атлетичар        | Дисциплина | Лични рекорд | Резултат      | Место         | Резултат             | Место                | Резултат             | Место        | Детаљи |
| ---------------- | ---------- | ------------ | ------------- | ------------- | -------------------- | -------------------- | -------------------- | ------------ | ------ |
| Алан Нгици Чирва | 800 м      | 1:57,61      | 1:51,62 ЛР    | 9. у гр. 3    | Није се квалификовао | Није се квалификовао | Није се квалификовао | 54 / 60 (61) |        |